# Michel Sabbah
Michel Sabbah (* 19. března 1933, Nazaret) je palestinský římskokatolický biskup, emeritní patriarcha Latinského patriarchátu jeruzalémského, první Palestinec na tomto stolci.